# Olga Jegorova
Olga Nikolajevna Jegorova (Russisch: Ольга Николаевна Егорова) (Novotsjeboksarsk, 28 maart 1972) is een Russische middenafstandsloopster. Ze werd onder andere wereldkampioene op de 5000 m en wereldindoorkampioene op de 3000 m en nam deel aan twee Olympische Spelen.

## Biografie

### Eerste successen
Haar eerste successen boekte Jegorova op de 1500 m. In 1989 en 1991 won ze op deze afstand brons op de Europese kampioenschappen voor junioren. Er tussendoor werd ze in 1990 negende in de finale van de wereldbeker. In 1998 won ze op deze afstand de Europacup.

### Finaliste op Olympische Spelen
Eind jaren negentig legde Olga Jegorova zich ook toe op de 3000 en de 5000 m. Op de Olympische Spelen van Sydney in 2000 nam ze deel aan de 5000 m. Hier werd ze in de finale achtste in 14.50,31.

### Wereldkampioene ondanks protesten
Haar meest succesvolle jaar was 2001. In maart werd Jegorova wereldindoorkampioene op de 3000 m en in juli 2001 won ze gemeenschappelijk de jackpot van 1 miljoen dollar in de IAAF Golden League-wedstrijdenserie. Ze deelde haar prijs met Hicham El Guerrouj, André Bucher, Allen Johnson, Marion Jones en Violeta Beclea-Skezely. Hierna werd ze positief getest op epo. Nadat ze toestemming kreeg om alsnog mee te doen aan het WK 2001 in Edmonton, werd ze wereldkampioene op de 5000 m, hoewel haar concurrentes protest aantekenden.
Sindsdien legt Jegorova zich weer meer toe op kortere afstanden, zoals de 1500 m. Op de Olympische Spelen van Athene in 2004 werd ze op deze afstand elfde en in 2005 won ze op de wereldkampioenschappen in Helsinki een zilveren medaille.

### Betrapt op dopinggebruik
Op 31 juli 2008, ruim een week voor het begin van de Olympische Spelen in Peking, werd Jegorova tezamen met zes andere Russinnen uit de Russische selectie verwijderd vanwege een vermeende positieve dopingtest. Uit DNA-onderzoek was namelijk gebleken, dat ze bij een dopingcontrole een andere dan haar eigen urinemonster had ingeleverd. Dit staat gelijk aan een positieve dopingcontrole. Tot de zes andere Russische olympische atletes behoorden onder meer Jelena Soboleva en Tatjana Tomasjova (1500 m), Goelfia Chanafejeva (kogelslingeren) en Darja Pisjtsjalnikova (discuswerpen). Vervolgens werd op 21 oktober 2008 bekendgemaakt, dat de Russische atletiekfederatie alle zeven atletes een schorsing van twee jaar had opgelegd.
Intussen was er tussen de Russische atletiekbond en de IAAF onenigheid ontstaan over het startpunt van de schorsing. De Russen wilden de schorsing met terugwerkende kracht in laten gaan op het moment van de eerste controles in het april 2007. Dat hield in dat de atletes in de zomer van 2009 weer aan wedstrijden én de WK in Berlijn mee zouden kunnen doen. De IAAF verwierp dit idee en ging ervan uit dat ze pas in 2010 weer startgerechtigd zouden zijn. Uiteindelijk zou de zaak naar verwacht aan het arbitragehof voor de sport, het CAS, worden voorgelegd.

## Titels
- Wereldkampioene 5000 m - 2001
- Wereldindoorkampioene 3000 m - 2001
- Russisch kampioene 5000 m - 1999
- Russisch indoorkampioene 3000 m - 1997, 1999, 2001

## Persoonlijke records
Outdoor
| Onderdeel   | Prestatie | Datum            | Plaats  |
| ----------- | --------- | ---------------- | ------- |
| 1500 m      | 3.59,47   | 25 juni 2005     | Kazan   |
| 1 Eng. mijl | 4.20,10   | 29 juni 2007     | Moskou  |
| 3000 m      | 8.23,26   | 17 augustus 2001 | Zürich  |
| 5000 m      | 14.29,32  | 31 augustus 2001 | Berlijn |

Indoor
| Onderdeel   | Prestatie | Datum            | Plaats       |
| ----------- | --------- | ---------------- | ------------ |
| 1500 m      | 4.05,74   | 4 maart 2001     | Sindelfingen |
| 1 Eng. mijl | 4.25,54   | 6 februari 2000  | Stuttgart    |
| 2000 m      | 5.39,30   | 13 februari 2000 | Liévin       |
| 3000 m      | 8.37,48   | 10 maart 2001    | Lissabon     |
| 5000 m      | 15.10,63  | 30 januari 2000  | Dortmund     |

## Palmares

### 1500 m
Kampioenschappen
- 1989:  EJK - 4.14,76
- 1990: 9e WJK - 4.19,90
- 1991:  EJK - 4.17,09
- 2001:  Europacup - 4.06,59
- 2004: 6e Wereldatletiekfinale - 4.06,31
- 2004: 11e OS - 4.05,65
- 2005:  WK - 4.01,46
- 2005: 9e Wereldatletiekfinale - 4.07,71
- 2006: 12e Wereldatletiekfinale - 4.18,08
- 2007: 7e Wereldatletiekfinale - 4.07,67

Golden League-podiumplekken
- 2003:  Golden Gala – 4.01,00
- 2004:  Golden Gala – 4.01,15
- 2004:  Memorial Van Damme – 4.02,94
- 2005:  Meeting Gaz de France – 4.01,85

### 3000 m
Kampioenschappen
- 1997: 6e WK indoor - 8.52,99
- 1998:  Europacup - 9.04,03
- 1998: 5e Wereldbeker - 9.16,72
- 1999:  Europacup - 8.40,51
- 1999: 6e WK indoor - 8.49,34
- 2000: 6e EK indoor - 8.49,18
- 2001:  WK indoor - 8.37,48
- 2001:  IAAF Grand Prix Finale - 9.31,82
- 2003:  Europacup - 8.55,73

Golden League-podiumplekken
- 2001:  Golden Gala – 8.23,96
- 2001:  Meeting Gaz de France – 8.23,75
- 2001:  Weltklasse Zürich – 8.23,26
- 2001:  Memorial Van Damme – 8.30,09

### 5000 m
- 1998:  Goodwill Games - 15.53,05
- 2000: 8e OS - 14.50,31
- 2001:  Goodwill Games - 15.12,22
- 2001:  WK - 15.03,39
- 2002: 4e EK - 15.16,65
- 2002:  Wereldbeker - 15.18,15
- 2002:  Europacup - 16.04,26

1995 Sonia O'Sullivan ·
1997 Gabriela Szabó ·
1999 Gabriela Szabó ·
2001 Olga Jegorova ·
2003 Tirunesh Dibaba ·
2005 Tirunesh Dibaba ·
2007 Meseret Defar ·
2009 Vivian Cheruiyot ·
2011 Vivian Cheruiyot ·
2013 Meseret Defar ·
2015 Almaz Ayana ·
2017 Hellen Obiri ·
2019 Hellen Obiri ·
2022 Gudaf Tsegay ·
2023 Faith Chepngetich Kipyegon